# L'Impasse : De la rue au pouvoir
Pour les articles homonymes, voir Impasse (homonymie).
Série
L'Impasse
(1993)
Pour plus de détails, voir Fiche technique et Distribution.
L'Impasse : De la rue au pouvoir (Carlito's Way: Rise to Power) est un film américain réalisé par Michael Bregman et sorti directement en vidéo en 2005. C'est la suite, sous forme de préquelle, du film L'Impasse de Brian De Palma sorti en 1993 avec Al Pacino. Le film est adapté du roman Carlito's Way d'Edwin Torres.

## Synopsis
Dans les années 1960, Earl, Rocco et Carlito Brigante tentent de contrôler leur empire criminel depuis une prison de New York. À leur sortie, ils vont tenter de prendre le contrôle du trafic de drogue à Harlem. Mais la concurrence est rude entre la famille italienne Bottolota et les gangsters afro-américains menés par Hollywood Nicky.

## Fiche technique
- Titre français : L'Impasse : De la rue au pouvoir
- Titre original : Carlito's Way: Rise to Power
- Titre québécois : À la manière de Carlito: La soif du pouvoir
- Réalisateur : Michael Bregman
- Scénario : Michael Bregman, d'après le roman Carlito's Way d'Edwin Torres
- Musique : Joe Delia
- Décors : Dan Leigh
- Costumes : Sandra Hernandez
- Photographie : Adam Holender
- Montage : David Ray et Ramsey Denison
- Production : Martin Bregman, Michael Bregman, Jay Cannold (délégué), Nick Raynes (délégué)
- Sociétés de production : Gravesend Pictures et Rogue Pictures
- Société de distribution : Universal Pictures
- Langue originale : anglais
- Format : Couleur - 1.85:1 - 35 mm - son DTS / Dolby Digital
- Genre : Drame, thriller, action et film de gangsters
- Durée : 93 minutes
- Dates de sortie en vidéo[1] : 
  -  États-Unis : 27 septembre 2005
  -  France : 21 février 2006[2]

## Distribution
- Jay Hernandez  (V. F. : David Krüger) : Carlito « Charlie » Brigante
- Mario Van Peebles  (V. F : Thierry Desroses) : Earl
- Luis Guzmán  (V. F. : Paul Borne) : Nacho Reyes
- Sean J. Combs  (V. F. : Jérôme Pauwels) : Hollywood Nicky (inspiré de Leroy Barnes)
- Michael Kelly : Rocco
- Giancarlo Esposito : Little Jeff
- Jaclyn DeSantis (en) : Leticia
- Burt Young : Artie Bottolota Sr.
- Domenick Lombardozzi : Artie Bottolota Jr.
- Stu « Large » Riley : Tiny
- Chuck Zito : Buck
- Ramón Rodríguez : Angel Rodriguez
- Jaime Sánchez : Eddie

## Production
Luis Guzmán, qui joue ici Nacho Reyes, tenait le rôle de Pachanga dans L'Impassealors que Jaime Sánchez, qui jouait le rôle du serveur Rudy, se retrouve dans le rôle d'un autre serveur, Eddie.
Le tournage a lieu à New York principalement Harlem ainsi qu'à Niévès dans les Petites Antilles.